# Окружная, Светлана Артёмовна
Светлана Артёмовна Окружная (бел. Святлана Арцёмаўна Акружная; род. 26 января 1947, Черновцы) ― народная артистка Беларуси (1991), член Совета Республики Национального собрания Республики Беларусь (2000—2008).

## Биография
Родилась в семье военнослужащего в Черновцах, окончила школу во Львове, после чего поступила в Белорусский театрально-художественный институт (класс народного артиста БССР профессора Д. А. Орлова), закончила его в 1969 году.
После института постоянно живёт в Витебске, ведущая актриса Национального академического драматического театра имени Якуба Коласа. Осенью 1995 года вернулась на сцену театра после трёх лет перерыва. С 2000 по 2008 годы являлась заместителем председателя Постоянной комиссии Совета Республики Национального собрания Республики Беларусь по образованию, науке, культуре и гуманитарным вопросам, входила в состав Межпарламентской ассамблеи православия.
Лауреат премии «За материнское мужество» имени З. Туснолобовой-Марченко (1996). В 1997—1998 гг. получила титул «Женщина года» (Кембридж, Великобритания). В 2002 году награждена призом «Хрустальная Павлинка» Белорусского союза театральных деятелей. В 2005 году удостоена международной «Премии мира» Американским биографическим институтом (США). Лауреат «За духовное возрождение» (2006). Награждена медалью (1997) и орденом (2007) Франциска Скорины. В 2007 году награждена Почётной грамотой Администрации Президента Республики Беларусь.
Занимается благотворительностью, оказывает помощь инвалидам. Входит в состав президиума Витебских областной и городской организаций ОО «Белорусский союз женщин», президиума Витебских областной и городской организаций ОО «Белорусское общество Красного Креста», президиума Витебской областной организации ОО «Белорусский фонд Мира».
В 1997 году режиссёр Елена Трофименко сняла документальный фильм «Светлана».
В 2003 году Светлана Окружная издала книгу «Всё прожить — и чтобы сердце не разбилось», в которой актриса размышляет о театральном искусстве и рассказывает о своей борьбе за жизнь сына Дмитрия. Значение и масштаб актёрского дарования Светланы Окружной ярко подтверждают и раскрывают высказывания о ней театроведов, рецензентов, коллег и партнёров, поэтов и литературоведов, журналистов и зрителей.
В 2011 году Витебская областная библиотека Архивная копия от 6 января 2012 на Wayback Machine выпустила библиографический указатель «Светлана Окружная. Вся жизнь без антракта». О жизни и творчестве Светланы Окружной опубликовано около 500 статей.

## Творчество
В репертуарном листе Светланы Окружной более 60 спектаклей.
Отличная профессиональная подготовка, высокая сценическая культура, трудолюбие, творческая инициатива позволили Светлане Окружной занять ведущее место в коласовской труппе. Даже самые первые её работы ― Анютка («Власть тьмы» Л. Толстого), Четвертак («А зори здесь тихие…» Б. Васильева), Инга («Соловьиная ночь» В. Ежова), Дочь («Затюканный апостол» А. Макаёнка) обратили на себя внимание критики и театральной общественности.
За исполнение роли Франки в спектакле «Хам» по одноименному роману Элизы Ожешко была удостоена диплома «За лучшую женскую роль» на международном театральном фестивале «Славянские театральные встречи» (Брянске, Россия, 1990) и премии профсоюзов БССР (1991).
Наиболее значительные работы свидетельствуют о непрерывном профессиональном росте актёрского мастерства Светланы Окружной. Среди них: Дорис («Любовники из Калифорнии» Б. Слейда), Элина Макропуласа («Рецепт Макропуласа» К. Чапека), Жанна («Жанна» по пьеса «Жаворонок» Ж. Ануя), Мадам («Марлен…Марлен…» Д. Минчонка), Екатерина Ивановна («Екатерина Ивановна» Л. Андреева), Шарлотта («Вишнёвый сад» А.Чехова), Лаура («Отец» А. Стриндберга), Васса («Васса» М.Горького), Сессилия Робсан («Квартет» Р.Харвуда), Клара Цехонасьян («Визит дамы» Ф.Дюрренматта).
Светлана Окружная удостоена дипломов «За лучшую женскую роль» на международных фестивалях «Славянские театральные встречи» (Гомель, 2003 год — за роль Екатерины Ивановны в одноимённом спектакле) и «Белая башня» (Брест, 2004 год — за роль Лауры в спектакле «Отец»).
По приглашению принимающей стороны Окружная организовала поездки творческих групп коласовского театра на международный театральный фестиваль в Турцию (2004, 2005), где также высоко были отмечены критиками её актерские работы (Катерина Ивановна, Лаура). Снимается актриса в кино. Наиболее популярные киноработы с её участием: «Вторая осень», «Затюканный апостол», «Плач перепёлки».
Дважды Окружная выдвигалась на Государственную премию Белоруссии — за роль Анны Карпиловой в фильме «Плач перепёлки» и за роль Екатерины Ивановны в спектакле «Екатерина Ивановна».
Петербургский театровед Ольга Скорочкина: "Светлана Окружная ― одна из самых красивых, загадочных, элегантных актрис белорусской сцены… По всем признакам она ― «голубая звезда», которая знает тайны и правила «свечения».
Режиссёр, заслуженный деятель искусств Борис Эрин: «Очевидно одно: Светланина лучезарность. Никогда не догадаешься, откуда берется наилучшее в сценических персонажах С.Окружной. Я подхватываю кем-то сказанное о ней: „Звездой светиться…“. Верно! И это свечение воспринимает не только зритель. Её эмоциональное воздействие на партнёра по сцене заразительно и увлекательно».
Заслуженный деятель искусств Беларуси Семён Казимировский: «Она актриса на все времена. Мечтаю о том, чтобы режиссёры поняли, что такие цветы природа рождает не часто…».
Режиссёр парижского театра «Одеон», эксперт Совета Европы Элле Малка: "Я считаю вас одной из лучших исполнительниц роли Элины в спектакле «Рецепт Макропуласа» в Европе и очень хотел бы поставить с вами «Дамы с камелиями».
Доктор искусствоведения, профессор Татьяна Котович: «Её дорога между огнём и пламенем, дорога страдания и креста определилась в личной жизни и на сцене. Она не выбирала эту дорогу, дорога выбрала её. Ей осталось только решать, как она по этой дороге пойдет и можно ли пройти ее с прямой спиной. Она прошла. Театр наградил ее отличными сюжетами, отличными режиссёрами, чудесными партнёрами, известными сценографами, талантливыми модельерами. На многих больших гастролях ее называли лучшей, интеллектуалкой…»

## Театральные работы
- Анютка («Власть тьмы» Л.Толстого)
- Инга («Соловьиная ночь» В.Ежова)
- Четвертак («А зори здесь тихие…» Б. Васильева)
- Дочь («Затюканный апостол» А.Макаёнка)
- Катрин («Матушка Кураж» Б.Брехта)
- Нелли («Униженные и оскорбленные» А.Толстого)
- Данута («Клеменс» К.Саи)
- Елена («Остров Елены» Е.Шабана)
- Алиса Флоринская («Плюшевая обезьянка в детской кроватке» М.Яблонской)
- Маргарита («Генри IV» У.Шекспира)
- Франка («Хам» Э.Ожешко)
- Таня («Прощание в июне» А.Вампилов)
- Люба («Московский хор» Л.Петрушевской)
- Бобби Митчэл («Этот страстно влюбленный» Н.Саймона)
- Люба («Московский хор» Л.Петрушевской)
- Ольга («Старый дом» А.Казанцева)
- Дорис («Любовники из Калифорнии» Б.Слейда)
- Эмилия («Рецепт Макропулуса» К.Чапека)
- Жанна («Жанна» Ж.Ануя)
- Мадам («Марлен, Марлен…» Д.Минченка)
- Актриса («Любовный хоровод» А.Шницлера)
- Екатерина Ивановна («Катерина Ивановна» Л.Андреева)
- Шарлотта («Вишневый сад» А.Чехова)
- Анна («Под солнцем» В.Маслюка)
- Актриса («Любовный хоровод» А.Шницлера)
- Лаура («Отец» А.Стринберга)
- Мартина («Лекарь поневоле» Ж.-Б.Мольера)
- Васса («Васса» М.Горького)
- Сиссилия Робсон («Квартет» Р.Харвуда)
- Клара («Визит дамы» Ф.Дзюрренматта)

## Фильмография
- Запрос (1971)
- Затюканный апостол (1983)
- Плач перепёлки (1990)
- Падение вверх (1998)

## Награды и премии
- почётное звание «Народный артист Беларуси» (1991)
- почётное звание «Заслуженный артист Белорусской ССР» (1976)
- Медаль Франциска Скорины (1997)
- Орден Франциска Скорины (2007)
- Почётная грамота Совета Министров Республики Беларусь (9 октября 2001 года) — за значительный вклад в развитие и пропаганду белорусской культуры, возрождение и сохранение историко-культурного наследия Беларуси[2]
- Почётная грамота Национального собрания Республики Беларусь (29 января 2002 года) — за заслуги в развитии законодательства, парламентаризма и значительный вклад в национальную культуру Республики Беларусь[3]
- Премия имени Героя Советского Союза З.Туснолобовой-Марченко «За материнское мужество» (1996)
- приз Белорусского союза театральных деятелей «Хрустальная Павлинка» (2002)
- «Женщина года» по версии Американского биографического института (2004)
- "Премия Мира" от Американского биографического института (2005)
- Лауреат премии Президента Республики Беларусь «За духовное возрождение» (2006)[4]
- Почётная грамота Администрации Президента Республики Беларусь за значительный вклад в развитие белорусского парламентаризма, формирование и совершенствование национального законодательства (2007)